# Grado sessadecimale
Un grado sessadecimale, normalmente indicato con lo stesso simbolo del grado sessagesimale (simbolo ° in apice), è una unità di misura per gli angoli piani. Rappresenta 1/360 dell'angolo giro, esattamente come il grado sessagesimale, ma i suoi sottomultipli vengono espressi in forma decimale.
Per esempio un angolo di 35 gradi e mezzo (35° 30' in sessagesimale) viene rappresentato come 35,50° (oppure 35°,50); l'angolo sessagesimale 40° 15' 09" diventa  40,2525° (oppure 40°,2525)  in sessadecimale.

## Formule di conversione
Conversione da gradi sessagesimali ({\displaystyle \alpha ^{\circ }\;p^{\prime }\;s^{\prime \prime }}) a sessadecimali ({\displaystyle \alpha ^{\circ },xxxxx}):
{\displaystyle \alpha ^{\circ },xxxxx=\alpha +{\frac {p}{60}}+{\frac {s}{3600}}.}
Conversione da gradi sessadecimali ({\displaystyle \alpha ^{\circ },xxxxx}) a sessagesimali 
({\displaystyle \alpha ^{\circ }\;p^{\prime }\;s^{\prime \prime })}:
{\displaystyle p=\lfloor 60(\alpha ,xxxxx-\alpha )\rfloor ,}
{\displaystyle s=60(60(\alpha ,xxxxx-\alpha )-p),}
dove {\displaystyle \lfloor n\rfloor } indica la funzione parte intera di {\displaystyle n.}